# 로터스 엘리스
로터스 엘리스(영어: Lotus Elise)는 1994년 초에 구상되어 1996년 9월 영국 제조업체 로터스 자동차에서 출시된 스포츠카이다.미드엔진 후륜구동 방식의 2인승 로드스터인 엘리스는 접착된 알루미늄 섀시 위에 유리섬유 차체를 가지고 있어 서스펜션에 견고한 플랫폼을 제공하는 동시에 무게와 생산 비용을 최소화한다. 엘리스는 이 차가 출시될 당시 로터스 및 부가티 회장이었던 로마노 아르티올리의 손녀인 엘리사 아르티올리의 이름을 따서 명명되었다.
엘리스, 엑시지 및 에보라의 생산은 2021년에 종료되었다. 이 모델은 로터스 에미라로 대체되었다.

## 1세대

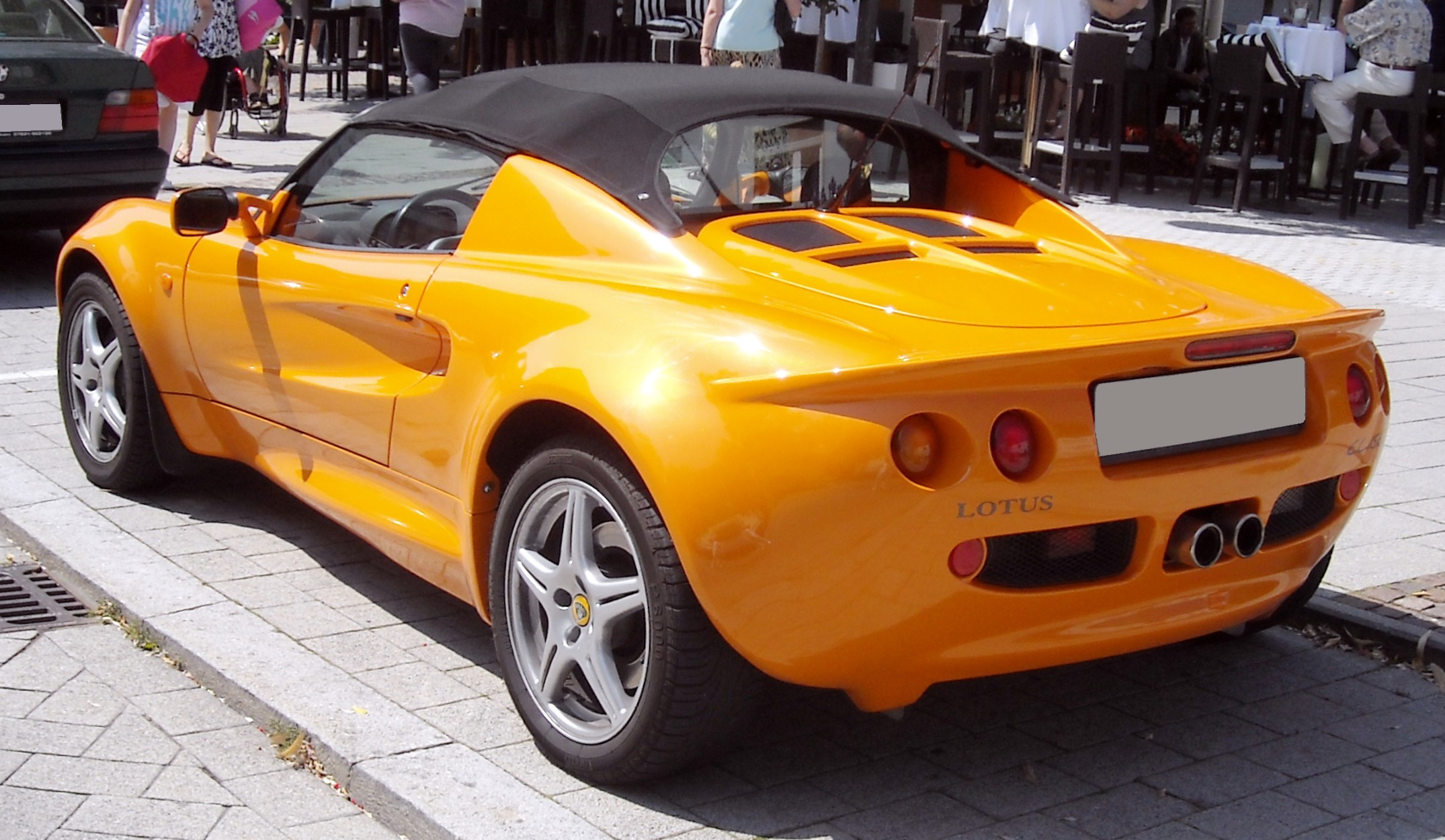
로터스 엘리스 1세대

1996년형 로터스 엘리스의 무게는 725 kg (1,598 lb)이었다. 이러한 낮은 무게 덕분에, 118 bhp (88 kW; 120 PS)의 비교적 낮은 출력에도 불구하고 0–60 mph (0–97 km/h) 가속은 5.8초 만에 가능했다. 브레이크 성능과 연료 소비 또한 차량 무게 감소로 인해 개선되었다. 470 mm (18 1⁄2 in)의 낮은 무게 중심 높이는 코너링에 도움이 되었다.
1세대는 당시 로터스 디자인 책임자였던 줄리앙 톰슨과 로터스의 수석 엔지니어였던 리차드 랙햄이 설계했다.
아래에 나열된 표준 고성능 변형 모델 외에도 로터스는 약 145 bhp (108 kW; 147 PS)의 출력을 내는 스포츠 135 (1998/9), 150–160 bhp (112–119 kW; 152–162 PS)의 스포츠 160 (2000), 그리고 190 bhp (142 kW; 193 PS)의 스포츠 190과 같은 일부 한정판 모델을 출시했다. 이 모델들은 스포츠 서스펜션, 휠 및 타이어, 모델에 따른 시트 등으로 트랙에서 더 뛰어난 성능을 발휘했다. 로터스 자동차 50주년을 기념하는 50주년 기념 에디션 (녹색/금색), 타입 49("골드 리프" 빨강 및 흰색 투톤), 그리고 성공적인 그랑프리 자동차 타입 번호를 참조하는 타입 79("JPS" 검정/금색)와 같은 다른 스페셜 에디션도 있었다.
1세대 로터스 엘리스는 1997년부터 2003년까지 프로톤의 샤알람 공장에서 키트 형태로 전용 조립 라인에서 조립되었다. 구동계는 완성된 형태로 수입되었고, 초기에는 차체가 영국 헤셀에서 페인팅된 후 수출되었다. 말레이시아에서 조립된 엘리스는 현지 차량 세금으로 인해 영국에서 제작된 모델의 두 배 가격으로 판매되었다. 말레이시아에서 조립된 엘리스는 일본, 홍콩, 호주, 뉴질랜드를 포함한 지역 시장으로도 수출되었다. 말레이시아 사양 엘리스에는 공장 출고 시 하드탑, 카펫, 에어컨이 표준으로 장착되었지만, 에어컨은 신뢰성이 떨어지고 효과적이지 않았다. 모든 차량에는 1990년대 후반 키트가 수입될 당시 최신이었던 MMC 브레이크가 장착되었다. 프로톤에서 조립된 엘리스에는 VIN의 11번째 자리에 'B' 코드가 할당되었고, 원래 헤셀에서 제작된 모델에는 'H' 코드가 찍혔다.

### 111S
엘리스의 로터스 타입 번호(타입 111)에서 이름을 딴 111S라는 더 빠른 버전은 1999년 초에 출시되었으며, 로버 MGF에도 사용된 1.8 로버 K-시리즈 엔진을 탑재했다. 이 엔진은 흡기 밸브에만 연속 가변 리프트 및 듀레이션을 제공하는 VVC 시스템을 특징으로 했다. 이 기술은 낮은 RPM 영역에서 더 평평한 토크 곡선을 생성하고, 표준 16밸브 로버 1.8 L K-시리즈 118 bhp (88 kW; 120 PS) 직렬 4기통 유닛에 비해 143 bhp (107 kW; 145 PS)의 유용하고 작은 개선을 가져왔다. 더 조밀한 기어비의 수동 기어박스와 낮은 종감속비를 장착하여 가속 성능이 향상되었다. 사소한 변경 사항으로는 시트의 패딩 증가, 헤드램프 커버, 리어 스포일러, 크로스 드릴 브레이크 디스크, 알루미늄 합금 윈도우 와인더, 6스포크 휠 등이 있다. 이전보다 약간 넓어진 뒷바퀴 때문에 EU 규정을 준수하기 위해 뒷바퀴 아치 뒤쪽에 "스패트"를 장착해야 했다. 111S는 또한 "칩 커터" 프론트 그릴이 장착되었다.

### 340R
2000년에는 1세대 엘리스를 기반으로 한 340R 한정판 모델이 출시되었다. 이 지붕 없는 자동차는 340대만 한정 생산되는 특별 에디션이었다. 340이라는 이름은 원래 177 bhp (132 kW; 179 PS)의 출력과 500 kg (1,102 lb)의 무게로 340 bhp/tonne (254 kW/tonne)의 마력 대 중량비를 가진 오리지널 프로토타입을 지칭했다. 그러나 양산 모델에서는 340은 생산 대수를 의미한다. 최종 양산 버전은 701 kg (1,545 lb)의 무게와 252.5 bhp (188.3 kW)/톤의 마력 대 중량비를 가졌다. "트랙 팩"은 출력을 192 bhp (143 kW; 195 PS)로 높이고 무게를 571 kg (1,259 lb)로 줄여 원래의 마력 대 중량비 약속을 이행했다.

### 엑시지
2000년, 로터스는 엑시지를 선보였다. 이 모델은 엘리스의 하드탑 버전으로, 340R에 탑재되었던 177 bhp (132 kW; 179 PS) 엔진과 함께 다른 전후방 바디 "클램쉘", 더 큰 휠, 그리고 리어 윙을 특징으로 한다. 많은 모델들이 ECU 및 캠 타이밍 변경으로 인해 개선된 주행성을 바탕으로 190 bhp (142 kW; 193 PS)로 업그레이드되었다.

## 2세대
1세대는 새로운 유럽 충돌 규정 때문에 2000년 모델 생산 연도 이후로는 생산될 수 없었으므로, 로터스는 2세대 차량에 대한 투자 요구 사항을 충족하기 위해 개발 파트너가 필요했다. 제너럴 모터스는 유럽 브랜드인 오펠과 복스홀을 위해 배지 및 GM 엔진이 장착된 버전의 자동차를 대가로 프로젝트 자금을 지원하겠다고 제안했다.
2000년 10월 9일 발표된 2세대 엘리스(프로젝트 코드명 "몬자")는 새로운 규정을 충족하기 위해 1세대 섀시를 약간 수정하고 새로운 로터스 개발 ECU가 적용된 동일한 K-시리즈 엔진을 사용하여 재설계된 1세대였다. 차체 디자인은 초기 M250 컨셉트에 경의를 표했으며, 컴퓨터로 설계된 최초의 로터스였다.
2세대 엘리스와 오펠 스피드스터/복스홀 VX220은 헤셀의 새로운 시설에서 동일한 생산 라인에서 제작되었다. 두 차량은 다른 구동계와 엔진을 가졌지만 많은 부품을 공유했다. 통념과는 달리 VX220 섀시(나중에 유로파 S에 사용됨)는 엘리스 S2 섀시와 정확히 동일하지 않으며, VX220은 휠베이스가 30mm 더 길고 도어 실이 더 낮다. VX220은 또한 로터스 내부 모델 식별인 로터스 116을 가졌으며, 출시 2.2N/A 버전의 코드명은 스킵턴(Skipton), 2004년에 출시된 2.0 L 터보의 코드명은 토네이도(Tornado)였다. 엘리스의 16인치 프론트 휠보다 17인치 휠이 장착된 복스홀/오펠 버전은 2005년 말 생산이 중단되었고 2007년 2월 오펠 GT로 대체되었으며, 영국용 우측 핸들 버전은 없었다.
기본 S2 모델은 자연흡기 1,795 cc (1.8 L; 109.5 cu in) 로버 K-시리즈 엔진을 탑재했으며, VVC 없이 5600rpm에서 120 bhp (122 PS; 89 kW), 3500rpm에서 124 lb·ft (168 N·m)의 토크를 발휘했다.

### 111S
2세대는 VVC 엔진 로버 기술을 사용하여 160 hp (119 kW)의 출력을 내는 111S 모델로도 출시되었다. 111S 타입 25는 F1에서 짐 클라크가 운전했던 혁명적인 레이스카를 기념하기 위해 제작되었으며, 로터스 레이싱 그린 색상에 두 개의 메탈릭 옐로우 스트라이프가 앞뒤로 이어졌다. 독특한 검은색 로터스 스타일의 6스포크 휠이 장착되었다. 내부는 루비 레드 천공 가죽 시트, 도어 패널, 스티어링 휠 중앙 (원래의 것을 반영함)을 포함하며, 각 시트의 헤드레스트에는 빨간색 월계수 자수가 새겨져 있다. 헤리티지 타입 25 ID 플레이트는 이 차가 50대만 생산된 한정판임을 확인해 준다. 영국 시장에는 45대가, 호주에는 5대가 할당될 예정이었다. 보트 선적 중 5대 중 1대가 손상되어 호주에는 4대만 보내졌다. 손상된 차는 나중에 영국에서 판매된 것으로 추정된다. 이 차는 또한 트윈 스트라이프가 유지된 하드탑과 함께 제공된다. 111S 모델은 2005년에 도요타 파워트레인을 선호하여 단종되었다.
2003년에는 콜린 채프먼이 설계한 1962년부터 1963년까지 운행된 레이스카를 기념하기 위해 타입 23 또는 헤리티지 타입 23이 제작되었다. 타입 25와 마찬가지로 이 자동차는 111S를 기반으로 했으며 로버 K 시리즈 엔진으로 구동되었다. 50대 한정 생산되었으며, 모두 빌드 번호를 나타내는 헤리티지 타입 23 ID 플레이트가 장착되었다. 외부는 헤리티지 화이트 색상에 두 개의 평행한 로터스 레이싱 그린 스트라이프가 칠해졌다. 헤리티지 월계수와 유니언 잭이 각 윙에 장착되어 차를 돋보이게 했다. 내부는 천공된 녹색 가죽 시트, 도어 패널, 스티어링 휠 중앙이 장착되었으며, 각 시트의 헤드레스트에는 녹색 월계수가 수놓아져 있다. 이 자동차는 녹색 소프트탑과 녹색 스트라이프가 유지된 하드탑과 함께 제공되었다.
로버 파워트레인과 관련된 미국 내 연방화 문제 때문에 도요타 엔진으로 전환된 것으로 알려져 있지만, 로터스가 정확한 이유를 거의 공개하지 않아 거의 입증되지 않았다. 전환 당시 로버 엔진은 미국에서 사용하기 위한 요구 사항을 여전히 충족할 수 있었을 것이다.
두 가지의 트랙 중심 모델인 135R과 Sport 190은 각각 135 and 192 bhp (101 and 143 kW; 137 and 195 PS)의 출력을 제공했다. 이들은 로터스 스포츠 서스펜션과 요코하마 어드밴 A048 타이어가 장착된 더 넓은 휠과 같은 관련 핸들링 업그레이드도 함께 제공되었다. 일부 시장에서는 135R이 "Sport 111"로 대체되었는데, 이는 135 bhp (101 kW; 137 PS) 튜닝된 K-시리즈 엔진 대신 156 bhp (116 kW; 158 PS) VVC 엔진을 장착했다는 점을 제외하고는 유사했다.

### 111R / 페더럴 엘리스

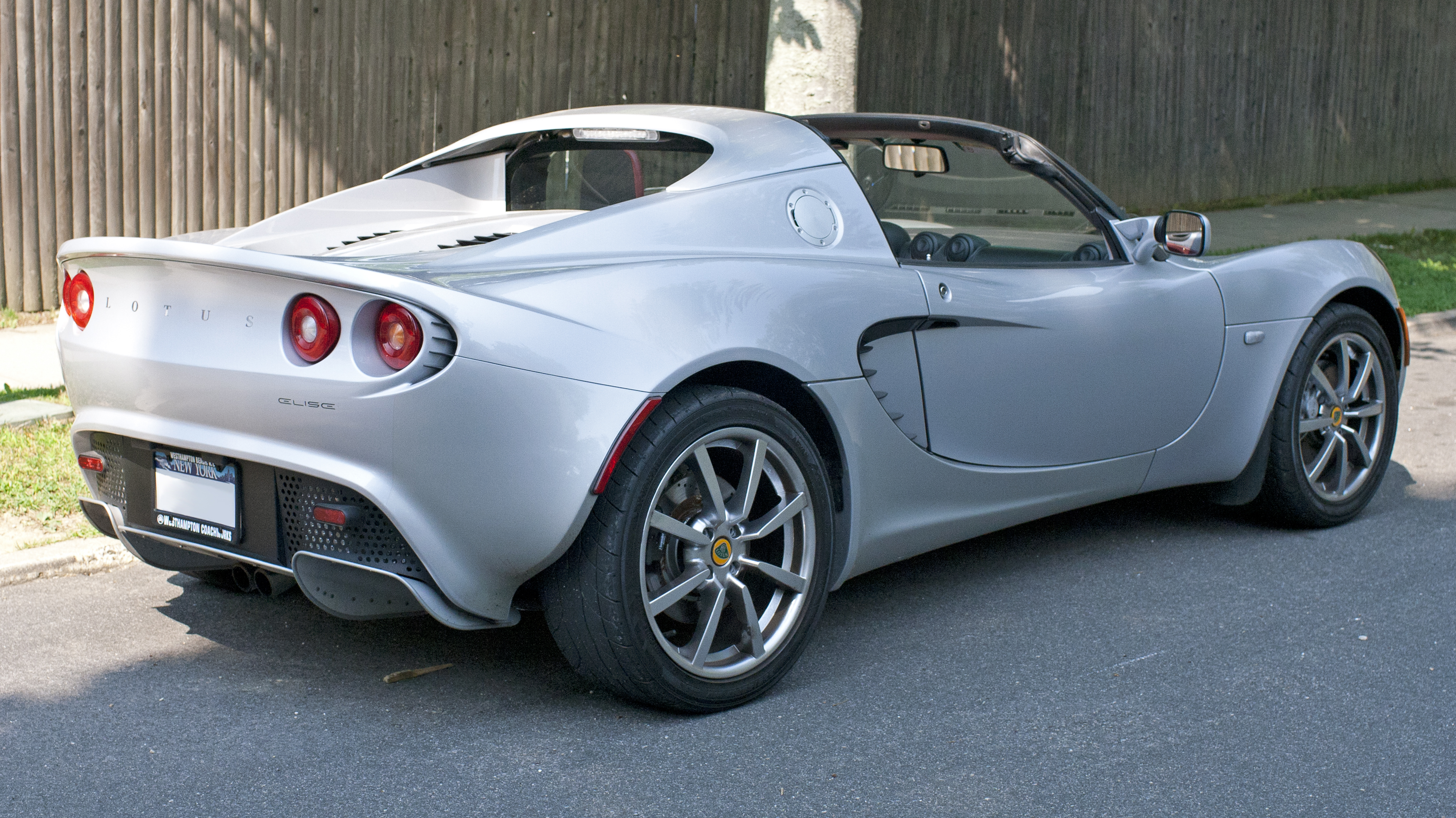
2005년 로터스 엘리스 (미국 사양)

이 2세대 엘리스 모델은 유럽 111R 버전 또는 북미에서 페더럴 엘리스(Federal Elise)로 불리는 버전으로 출시되었다. 이 모델은 알루미늄 합금 189 hp (192 PS; 141 kW) 1.8 L (1,796 cc) DOHC 토요타 2ZZ-GE 엔진으로 구동되며, 야마하가 설계한 트윈캠 헤드는 흡기 및 배기 밸브트레인 모두에 가변 밸브 타이밍을 제공하고 토요타 C64 6단 수동변속기와 결합된다. 엔진은 토요타에서 가져왔지만, 엘리스용 튜닝은 로터스 자체에서 이루어졌다. 많은 테스트에서 0–60 mph (0–97 km/h) 가속 시간은 약 4.9초, 스포츠 패키지 장착 시 4.7초로 나타났다.
2005년형 로터스 엘리스는 2004년 여름 미국에서 처음으로 상업적으로 판매되었다. 그러나 엘리스의 승인은 NHTSA의 개입이 필요했는데, 이는 미국 범퍼 및 헤드라이트 규정을 충족하지 못했기 때문에 3년간의 면제를 제공했다. 첫 해 모델은 몇 가지 결함이 있었는데, 가장 눈에 띄는 것은 헤드램프의 설계 결함으로 인해 태양 빛을 확대하여 램프 하우징 내부가 태양에 의해 녹아내릴 수 있었다는 점이다.
이 모델에 이어 2006년형 엘리스 111R과 스포츠 레이서 모델이 출시되었다. 로터스는 로터스 스포츠 엘리스라는 한정 생산(미국 50대)을 진행했다. 2006년형 모델은 2005년형 모델과 몇 가지 면에서 차이가 있다.2006년형 모델에는 LED 미등, 드라이브 바이 와이어 (업데이트된 ECU), 개선된 연료 소비, 그리고 더 편안한 프로백스 시트가 장착되었다.
2007년형 모델에는 몇 가지 작은 변경 사항이 적용되었다. 차량 후면의 LOTUS 데칼은 기존의 평평한 스티커에서 입체적인 문자로 변경되었다. 헤드램프 유닛은 밀봉되었다. 또한, 미국 연방 의무 범퍼 규정을 준수하기 위해 전면 충돌 구조가 약간 변경되었고 번호판 마운트 옆에 후면 범퍼렛이 추가되었다. 약 100대의 2007년형 "출시" 차량은 이러한 범퍼 변경 없이 미국으로 선적되었다. 또한 2007년에는 엘리스 S가 출시되었고 111R은 엘리스 R로 이름이 변경되었다. 2007년 1월 1일 이후 제조된 모든 로터스 엘리스 차량에는 새로운 헤드라이트와 2.5 mph (4.0 km/h) 범퍼가 포함되지만, 전면에서는 숨겨져 있다.
엘리스 S는 로버 엔진을 장착했던 이전 모델의 K 시리즈 엔진을 대체하는 도요타 엔진 1.8 L (1,796 cc)을 탑재한 새로운 기본 모델이다. 2ZZ-GE 엔진은 6,200rpm에서 189 bhp (141 kW; 192 PS) (로버 엔진의 120 bhp or 89 kW or 122 PS에 비해 상당히 증가)을 발휘한다. 에어백, ABS 브레이크, 전동 윈도우, 카펫이 추가되고 새로운 더 무거운 엔진이 탑재되면서 기본 무게는 860 kg (1,896 lb) (이전 S 모델보다 약 85 kg or 187 lb 증가)으로 늘어났다.

### 2008년 모델

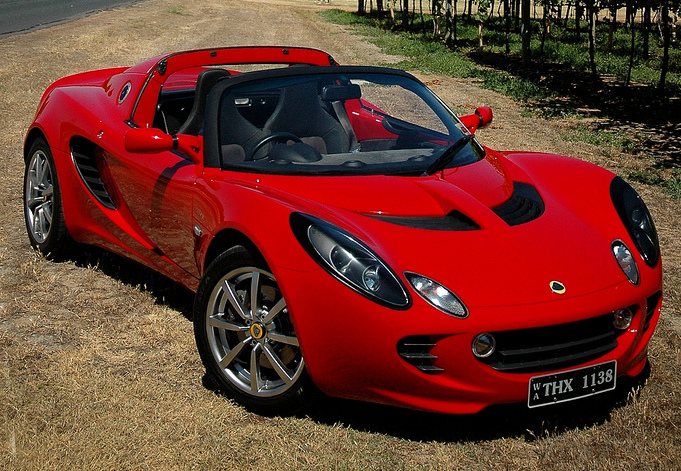
2008년 웨스턴오스트레일리아주의 로터스 엘리스 R.

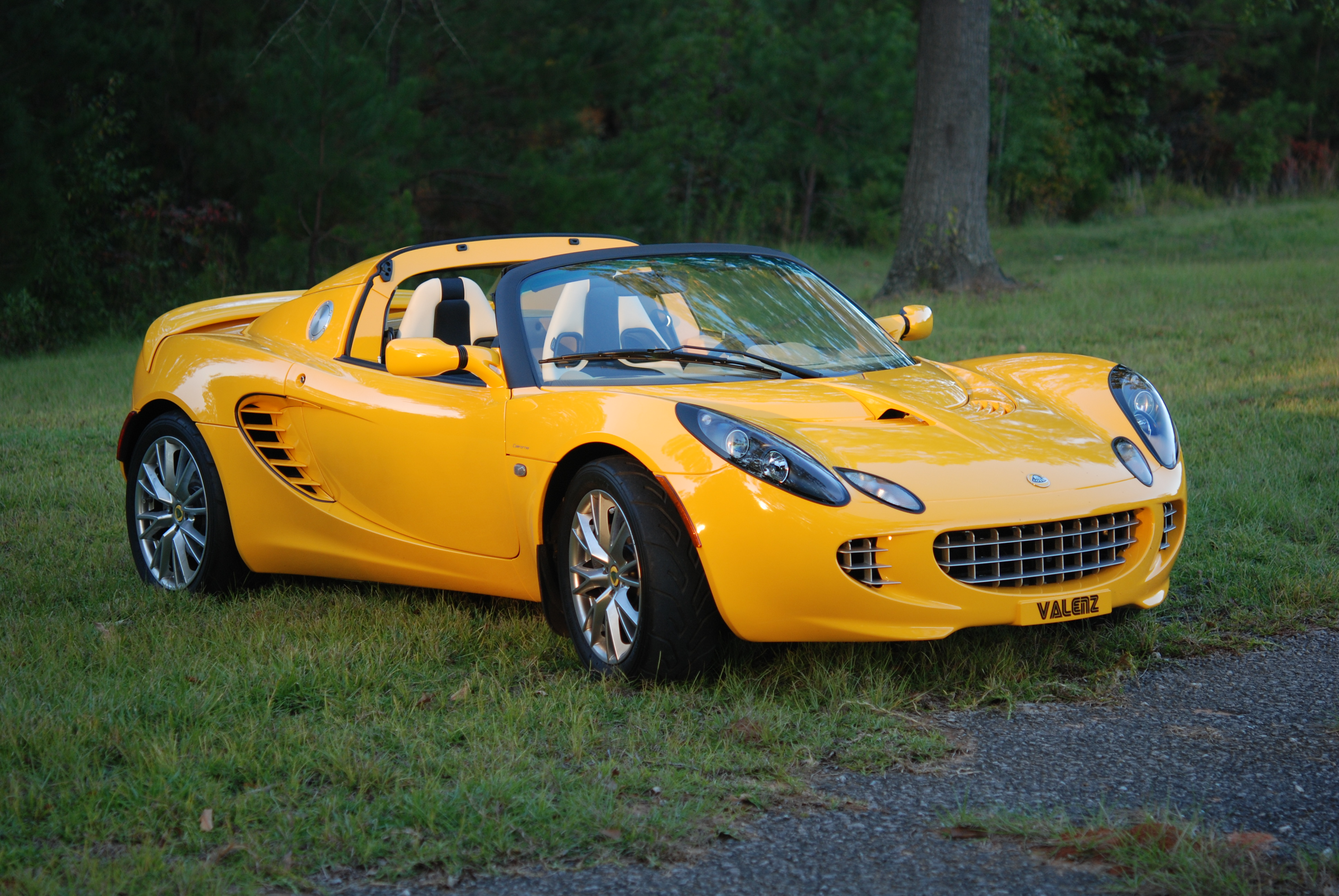
희귀한 로터스 엘리스 캘리포니아 에디션 (미국)

2008년에는 로터스 라인업에 몇 가지가 추가되었다. 엘리스는 세 가지 버전이 있다. 로터스는 189 hp (141 kW)를 생산하는 자연 흡기 엘리스를 계속 제공했다. 두 번째 버전은 218 hp (163 kW)를 생산하는 비-인터쿨러 수퍼차저를 장착한 엘리스 SC이다. 0–60 mph (0–97 km/h) 가속 시간은 기본 엘리스의 4.9초 또는 스포츠 패키지가 장착된 엘리스의 4.7초에서 엘리스 SC의 4.3초로 단축되었다. NA 엘리스의 스타일링은 이전 모델 연도와 유사하다. 그러나 엘리스 SC는 Type 72-D 에디션 스포일러와 새로운 휠과 동일한 리어 스포일러로 NA 버전과 구별할 수 있다. 무게는 로터스 주장 1,987 lb (901 kg)으로, 전년도보다 3 lb (1.4 kg) 밖에 늘어나지 않았다. 2008년 엘리스 SC가 출시되기 전에 한정 생산된 캘리포니아 에디션이 딜러십에 도착했다. 총 50대의 캘리포니아 에디션 엘리스가 생산되었으며, 25대는 사프란 옐로우(Saffron Yellow), 25대는 아르덴트 레드(Ardent Red)였다. 캘리포니아 에디션의 실내는 밝은 투톤 가죽(비스킷)으로 제작되었으며, 외관 변경 사항으로는 은색 프론트 그릴(빈티지 페라리에 대한 오마주), 측면 흡기구 및 엔진 커버의 차체 색상 셔터 그릴, 강화된 16스포크 휠, 그리고 상부 후면 데크를 덮는 대형 스포일러(72-D 스타일)가 포함되었다. 캘리포니아 에디션은 "라이프스타일 시장"에 어필하기 위한 것이었다.
유럽에서는 세 가지 모델을 사용할 수 있다. 134 bhp (100 kW; 136 PS), 1.8L 토요타 1ZZ-FE 엔진 및 5단 수동 기어박스를 장착한 엘리스 S (모듈:Convert 282번째 줄에서 Lua 오류: attempt to index local 'cat' (a nil value). 5.8초, 최고 속도 127 mph (204 km/h)); 189 bhp (141 kW; 192 PS), 1.8 L 토요타 2ZZ-GE 엔진 및 6단 수동 기어박스를 장착한 엘리스 R (모듈:Convert 282번째 줄에서 Lua 오류: attempt to index local 'cat' (a nil value). 4.9초, 최고 속도 148 mph (238 km/h)); 그리고 수퍼차저 비-인터쿨러 1.8L 토요타 2ZZ-GE 엔진을 장착한 엘리스 SC로, 8000rpm에서 217 bhp (220 PS; 162 kW), 5000rpm에서 156 lb·ft (212 N·m)의 토크를 발휘한다. 6단 수동 기어박스와 스포일러 (모듈:Convert 282번째 줄에서 Lua 오류: attempt to index local 'cat' (a nil value). 4.3초, 최고 속도 150 mph (241 km/h))를 갖추고 있다.
2008년을 위한 몇 가지 새로운 색상 옵션이 시장에 출시되었다. 여기에는 새로운 메탈릭 색상(추가 $590)인 페르시아 블루와 리퀴드 블루, 새로운 라이프스타일 색상(추가 $1200)인 아이소톱 그린, 새로운 한정 색상 레벨(추가 $3,300)인 캔디 레드, 아이스 화이트, 번트 오렌지, 그리고 새로운 익스클루시브 색상 레벨(추가 $5,100)인 프리즘 그린과 문스톤 실버가 포함된다. 다음 색상들은 2008년에 단종되었다. 나이트폴 블루, 오브진 퍼플, 마그네틱 블루, 폴라 블루, 오텀 골드, 칠리 레드, 크립톤 그린.

## 3세대

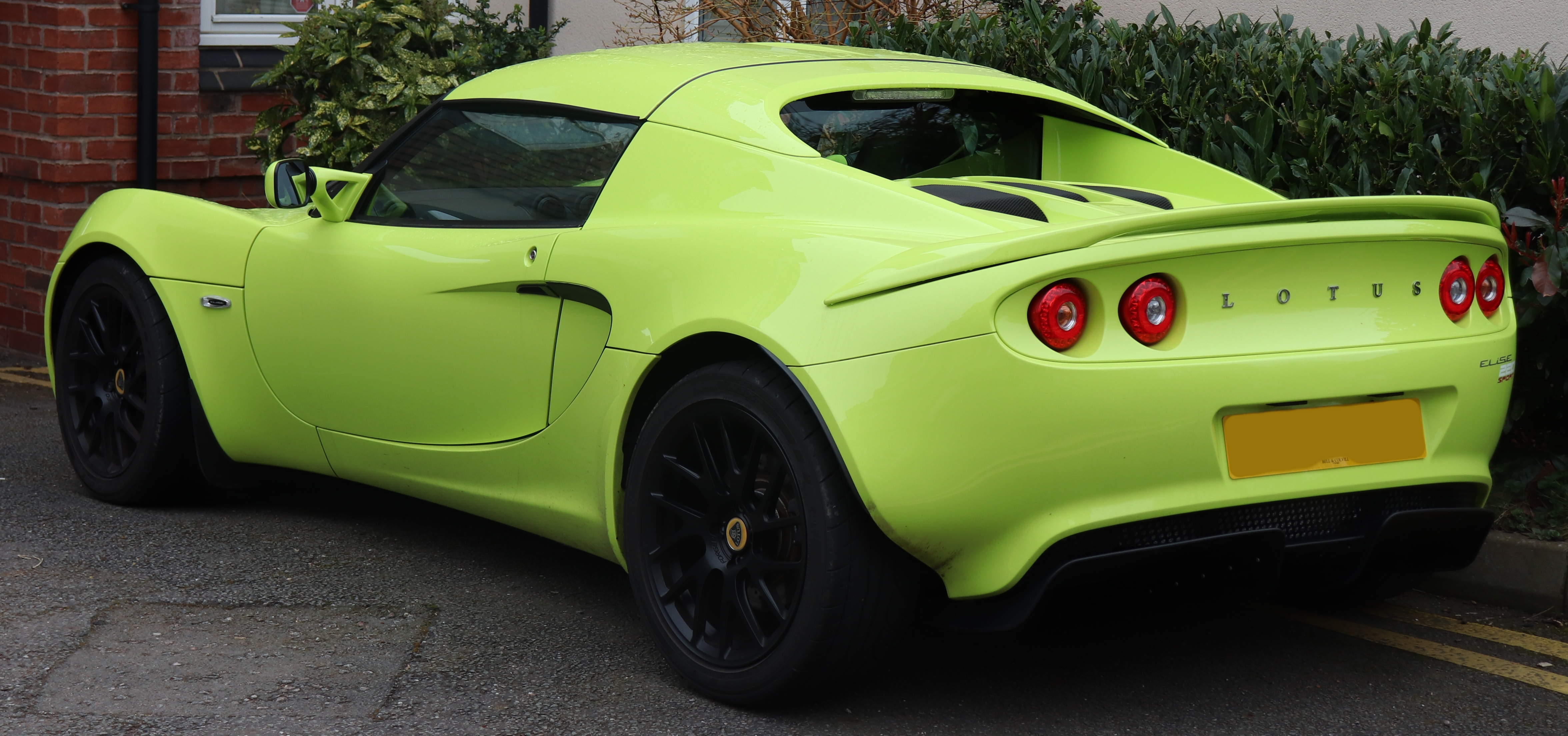
2016년 로터스 엘리스 S

2010년 2월, 로터스는 2세대 엘리스의 페이스리프트 버전을 공개했다(내부 프로젝트 코드명 "앵글시"). 새로운 헤드라이트는 이제 단일 유닛이며, 삼각형 모양으로 이전 헤드라이트보다 다소 크다. 유럽에서 가장 저렴한 버전은 유로 5 배출가스 규제를 준수하기 위해 1.6리터 1ZR-FAE 엔진을 탑재했으며, 이전 1ZZ-FE와 동일한 출력인 136 PS (100 kW; 134 hp)을 냈다. 페이스리프트 모델은 2011년형으로도 출시되었으며, 2세대 111R/R의 1.8리터 2ZZ-GE 자연 흡기 모델과 매그너슨 R900 수퍼차저를 장착하여 220 PS (162 kW; 217 hp)의 출력을 냈다. 2012년형 모델부터 2ZZ 엔진은 2ZR-FE 수퍼차저 파워 유닛으로 교체되었으며, 이는 2021년 생산 종료까지 유지되었다. 1.6리터 버전은 2018년에 단종되었다.

### 미국 모델
2011년 모델은 로터스가 미국에서 스마트 에어백 없이 자동차를 제조 및 판매할 수 있도록 미국 고속도로교통안전국(NHTSA)의 면제가 2011년 8월 만료됨에 따라 미국에서 시판되는 마지막 모델이었다.
이 모델은 토요타 2ZZ-GE 엔진을 사용했다.

### 엘리스 R & 엘리스 SC
2011년 모델의 두 가지 버전은 미국 엘리스와 유사하게 전 세계 다른 지역에서도 제공되었다. 두 모델 모두 2ZZ-GE 엔진으로 구동되었다. 엘리스 R은 189마력 자연 흡기 유닛을 탑재했으며, 엘리스 SC는 218마력을 내는 수퍼차저 2ZZ 엔진을 장착했다.

### 엘리스 S
2012년형 모델부터 자연 흡기 2ZZ 엔진은 단종되었고, 수퍼차저 2ZZ 버전은 수퍼차저 2ZR-FE 엘리스 S로 대체되었다. 이 모델은 2015년 엘리스 220 및 파생 모델로 대체될 때까지 생산되었다.

### 엘리스 컵 220
2015 제네바 모터쇼에서 로터스는 엘리스 컵 220이라는 고성능 버전을 공개했다. 컵 220은 표준 엘리스보다 트랙 중심적이고 하드코어한 버전이다. 2015년 탑 기어 로드 테스트에 따르면 다음과 같은 사양을 가지고 있다.
- 엔진: 1.8 리터 수퍼차저 토요타 2ZR-FE 직렬 4기통
- 변속기: 6단 토요타 EC60 수동 (스포츠 기어비)
- 최고 출력: 6800 rpm에서 217 bhp (162 kW; 220 PS)
- 최대 토크: 4600 rpm에서 250 N·m (184 lb·ft)
- 가속: 0-60 mph (97 km/h) 4.2초
- 최고 속도: 140 mph (225 km/h)
- 무게: 932 kg (2,055 lb) (건조 중량)
- 다운포스: 125 kg (276 lb) at 140 mph (225 km/h)

### 엘리스 스포츠, 스포츠 220
2015년 11월에 공개된 로터스 엘리스 스포츠와 스포츠 220은 2인승 스포츠카 라인업에 합류할 예정이며, 두 모델은 기존의 엘리스와 엘리스 S를 대체한다. 이 모델들은 로터스에 '스포츠' 이름이 다시 등장했음을 알리며, 이 배지는 마지막으로 로터스 에스프리 S1에 사용되었다. 두 차량은 10kg의 무게 감량을 통해 엘리스 스포츠는 866kg으로, 스포츠 220은 914kg으로 경량화되었다. 무게 감량은 성능 향상에는 기여하지 않지만, 공인 연비를 약간 향상시켜 스포츠는 45.0mpg, 스포츠 220은 37.5mpg를 기록했다. 변경 사항은 CO2 배출량에는 변함이 없을 정도로 미미했다.
두 차종 모두 경량 스포츠 시트를 제공하며, 1970년대 에스프리 S1을 연상시키는 옵션 타탄 트림을 선택할 수 있다. 다른 외관 업그레이드 및 옵션으로는 경량 실버 또는 블랙 주조 휠이 있으며, 앞 16인치, 뒤 17인치이다. 옵션인 경량 휠은 차량 무게를 추가로 5kg 줄일 수 있다. 블랙 리어 디퓨저는 기본이며, 10가지 색상 중 선택할 수 있다. 다른 옵션으로는 하드 루프, 에어컨, 크루즈 컨트롤 및 업그레이드된 클라리온 스테레오 시스템이 있다.
엔진은 변함이 없다. 스포츠는 134 bhp (136 PS; 100 kW) 및 160 N·m (118 lb·ft)의 토크를 내는 1.6리터 가솔린 엔진을 탑재했다. 0-62mph 가속 시간은 6.5초이며 최고 속도는 127mph이다. 스포츠 220의 1.8리터 엔진은 217 bhp (220 PS; 162 kW) 및 250 N·m (184 lb·ft)의 토크를 발휘한다. 0-62mph 가속 시간은 4.6초이며 최고 속도는 145mph이다. 두 모델 모두 6단 수동 변속기와 함께 제공된다.
가격도 인하되어 엘리스 스포츠 모델은 29,900파운드부터 시작하고, 엘리스 스포츠 220은 36,500파운드이다. 두 차종 모두 2015년 12월부터 유럽에서, 2016년 1월부터 전 세계에서 판매된다.

### 엘리스 컵 250

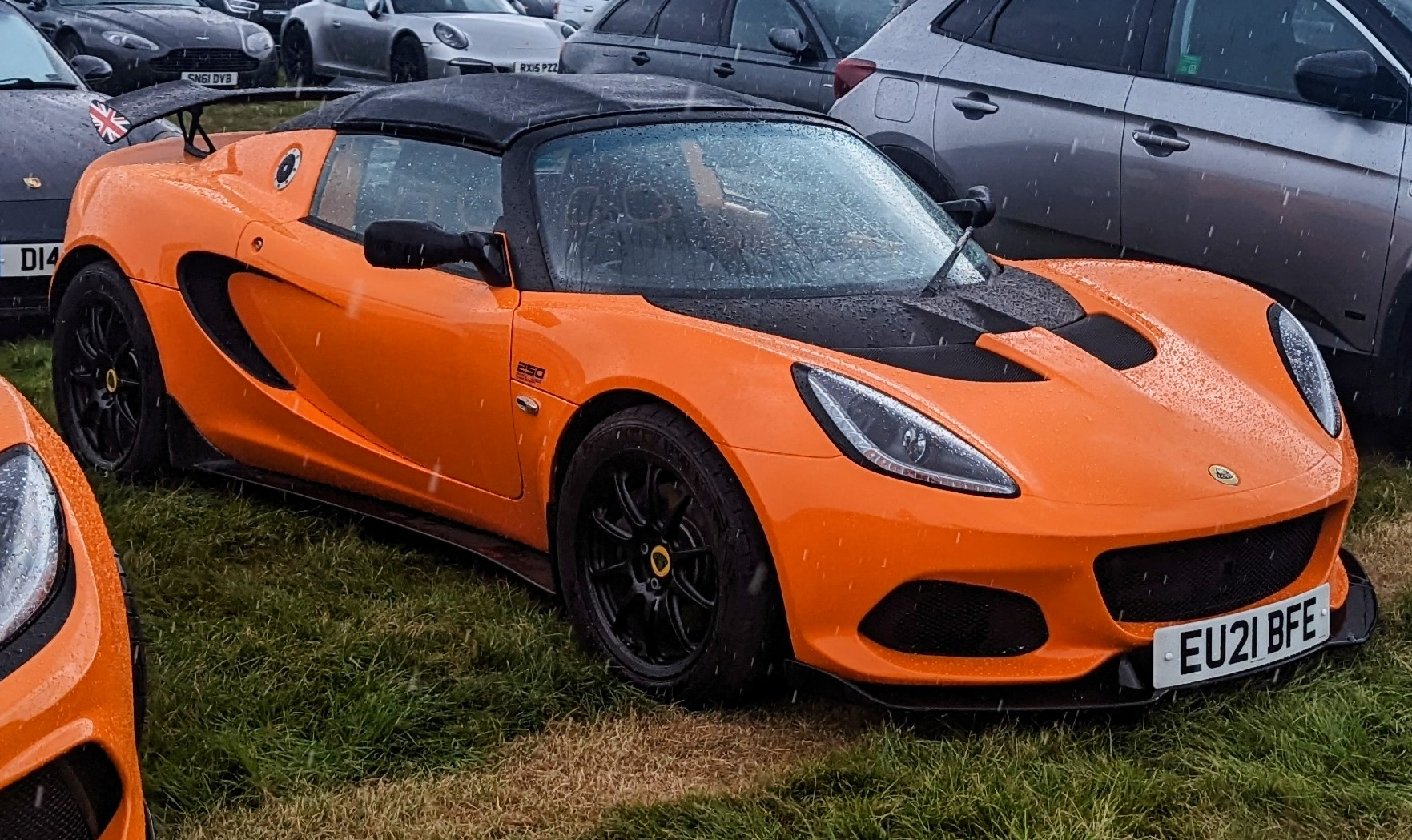
로터스 엘리스 컵 250

2016 제네바 모터쇼에서 로터스는 엘리스 컵 250이라는 고성능 버전을 공개했다. 컵 250은 표준 엘리스보다 트랙 중심적이고 하드코어한 버전이다. 로터스에 따르면 다음과 같은 사양을 가지고 있다.
- 엔진: 1.8 리터 수퍼차저 토요타 2ZR-FE 직렬 4기통
- 변속기: 6단 토요타 EC60 수동 (스포츠 기어비)
- 최고 출력: 7200 rpm에서 243 bhp (181 kW; 246 PS)
- 최대 토크: 5500 rpm에서 250 N·m (184 lb·ft)
- 가속: 0-60 mph (97 km/h) 3.9초
- 최고 속도: 154 mph (248 km/h)
- 무게: 884 kg (1,949 lb) (건조 중량)
- 다운포스: 125 kg (276 lb) at 140 mph (225 km/h)

### 엘리스 컵 260
2017년 10월, 로터스는 엘리스 컵 260이라는 하드코어 버전을 공개했다. 이는 에보라와 엑시지 라인업의 두 가지 하드코어 변형 모델인 스포츠 380과 GT430에서 영감을 받았다. 엑시지 스포츠 380의 이중 미등 유닛과 Lotus 3-Eleven의 리어 윙을 특징으로 한다. 또한 개선된 수퍼차저 덕분에 출력이 250 hp (186 kW; 253 PS)로 향상되었다. 다른 변경 사항으로는 최고 속도 증가, 가속력 향상, 경량화 및 추가된 공기역학적 요소로 인한 높은 다운포스가 포함된다. 로터스에 따르면 엘리스 컵 260의 사양은 다음과 같다.
- 엔진: 1.8 리터 수퍼차저 토요타 2ZR-FE 직렬 4기통
- 변속기: 6단 토요타 EC60 수동 (스포츠 기어비)
- 최고 출력: 7200 rpm에서 250 bhp (186 kW; 253 PS)
- 최대 토크: 5500 rpm에서 265 N·m (195 lb·ft)
- 가속: 0-60 mph (97 km/h) 3.8초
- 최고 속도: 151 mph (243 km/h)
- 무게: 862 kg (1,900 lb) (건조 중량)
- 다운포스: 180 kg (397 lb) at 151 mph (243 km/h)

### 엘리스 스프린트

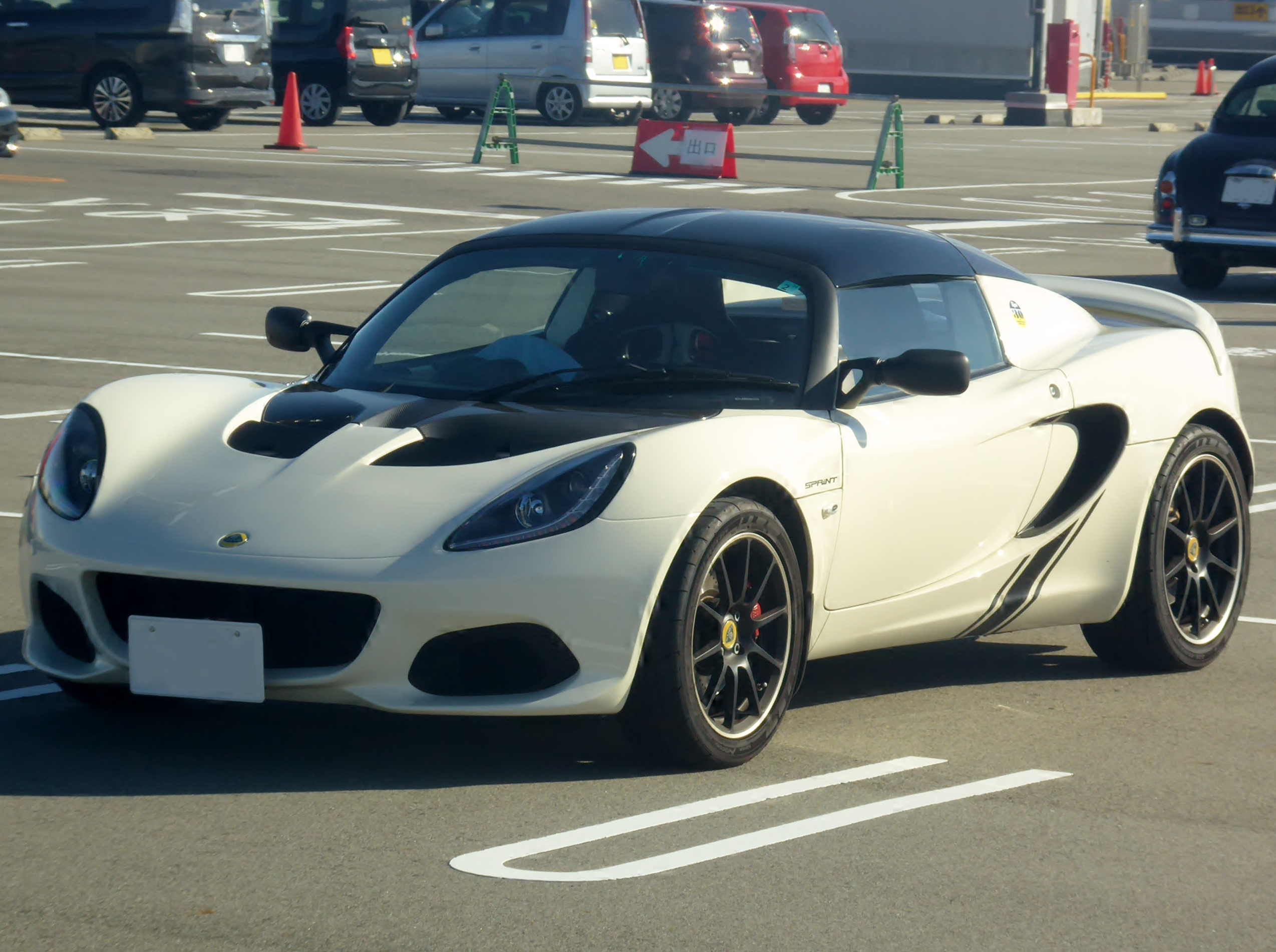
엘리스 스프린트 220

2017년 3월, 로터스는 엘리스의 특별판 '스프린트' 모델을 발표했다. 엘리스 스프린트를 위해 로터스는 여러 경량화 기술을 사용하여 차량 무게를 798 kg (1,759 lb)으로 줄였다. 40 kg (88 lb)의 무게 절감을 달성하기 위해 일부 차체 부품과 시트는 탄소섬유로 만들어졌다. 백라이트 유리는 폴리카보네이트로 만들어졌고, 경량 배터리는 리튬 이온 모델이다. 휠은 일반적인 크기이지만, 주조 알루미늄 합금 대신 단조 알루미늄 합금으로 만들어졌다. 스프린트는 1.6리터 자연 흡기 엔진 또는 1.8리터 수퍼차저 엔진(스프린트 220 버전용)을 선택할 수 있다. 전자의 0-60 mph (97 km/h) 가속 시간은 5.9초인 반면, 스프린트 220은 0-60 mph (97 km/h) 가속을 4.1초 만에 할 수 있다. 댐퍼는 엘리스 컵 모델처럼 업그레이드되었다.

### 엘리스 스포츠 240, 컵 250 파이널 에디션
2021년 2월 9일, 로터스는 엘리스의 두 가지 최종 에디션 라인업 모델을 온라인 플랫폼에서 공개했다.
라인업의 첫 번째 모델은 엘리스 스포츠 240 파이널 에디션으로, 기존 스포츠 220의 1.8리터 수퍼차저 4기통 엔진이 240 bhp (243 PS; 179 kW) 및 244 N·m (180 lb·ft)로 업그레이드되어 0-100km/h 가속 시간이 4.5초에 달한다. 카본 파이버 실 및 엔진 커버, 리튬 이온 시동 배터리, 폴리카보네이트 후면 창문 등 경량화 옵션을 모두 적용하면 스포츠 240은 898kg에 불과하여 가장 가벼운 차량이 된다. 10스포크 단조 알루미늄 합금 휠이 장착되어 있으며, 전면 16인치, 후면 17인치로 요코하마 Y105 타이어가 장착된다. 로터스는 이 새로운 휠이 기존 스포츠 220에 장착된 휠보다 0.5kg 더 가볍다고 주장한다.
엘리스 컵 250 파이널 에디션은 스포츠 240의 1.8리터 4기통 변형 엔진을 특징으로 하며, 이제 245 bhp (248 PS; 183 kW) 및 244 N·m (180 lb·ft)를 생성하도록 튜닝되었다. 로터스는 0-100km/h 가속 시간이 4.3초라고 주장한다. 이 모델은 최고 속도 248km/h에서 155kg의 다운포스를 허용하는 최적화된 공기역학 패키지와 10스포크 M 스포츠 단조 알루미늄 합금 휠, 요코하마 A052 타이어, 빌슈타인 댐퍼 및 조절 가능한 안티롤 바를 갖추고 있다. 경량 리튬 이온 배터리와 폴리카보네이트 후면 창문도 표준으로 장착되어 무게를 추가로 절감하며, 최고 사양 구성 시 차량 무게는 931kg이다.
마지막으로 생산된 엘리스는 금색으로 도색된 스포츠 240이었다. 이 차는 엘리스의 이름의 유래가 된 엘리사 아르티올리에게 전달되었다.

## 엘리스 컨셉트

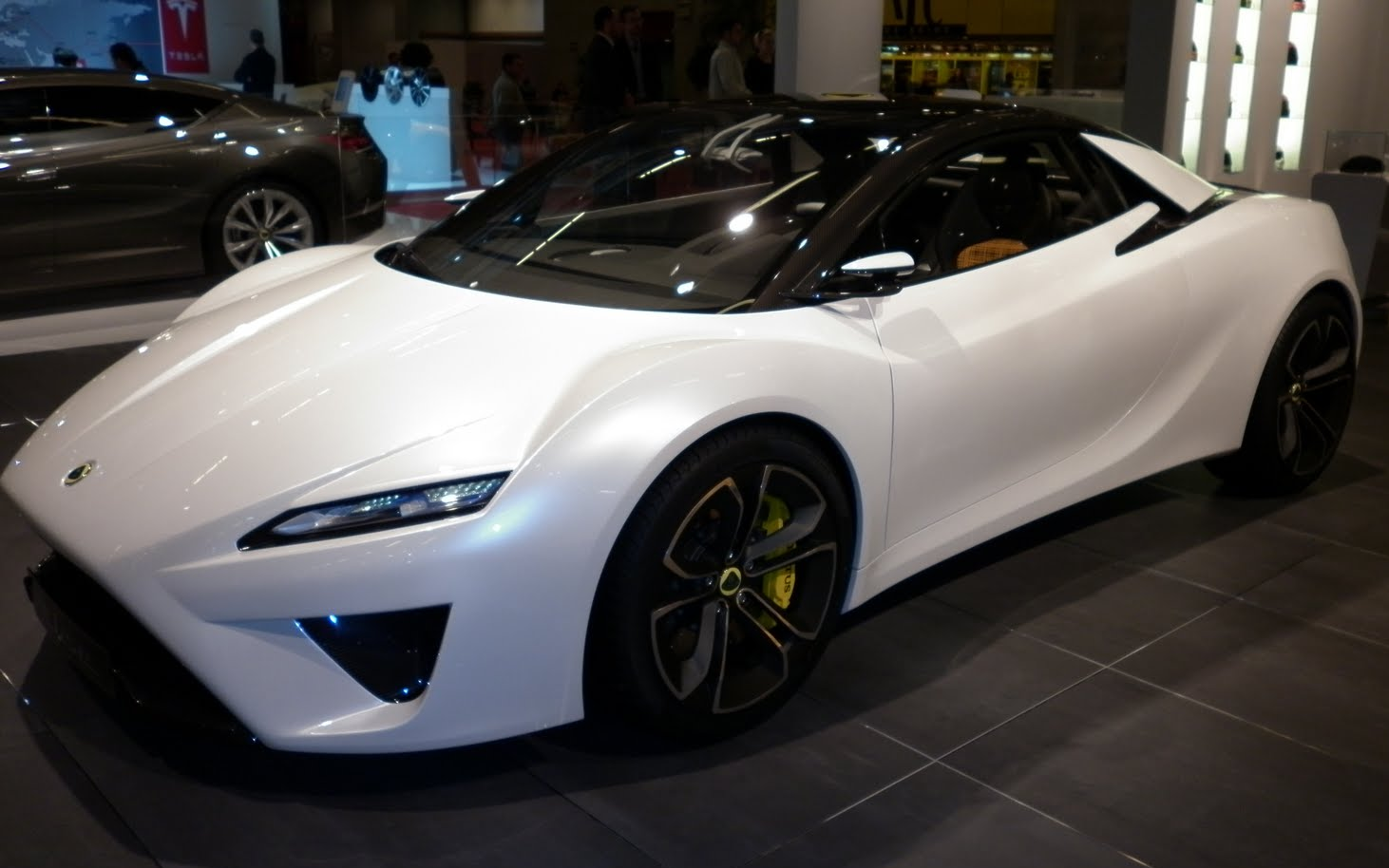
2010 파리 모터쇼의 3세대 엘리스 컨셉트.

3세대 로터스 엘리스는 2010년 가을 2010 파리 모터쇼에서 로터스 에스프리 컨셉트와 함께 "로터스 엘리스 컨셉트"라는 디자인 스터디로 처음 등장했으며, 몇 년 안에 출시될 예정이었다. 이 차는 당시 생산 모델보다 무거웠고, 상당히 더 강력한 2.0리터 직렬 4기통 엔진을 탑재했다. 이후 생산 모델은 많은 변경 사항과 함께 공개되었는데, 엔진 크기가 1.6리터와 1.8리터(수퍼차저)로 축소되었고, 컨셉트에서 따온 부분이 거의 없는 다른 디자인이 적용되었다.

## 스페셜 에디션
- 스포츠 220
- 스포츠 190
- 스포츠 160
- 스포츠 135R
- 로터스 스포츠 111 (호주, 홍콩, 일본 및 싱가포르의 트랙 기반 옵션)
- 타입 23
- 50주년 기념 에디션
- 60주년 기념 에디션
- 짐 클라크 타입 25
- 타입 25
- 타입 49
- 로터스 스포츠 에디션
- 타입 72
- 타입 79
- 타입 99T
- 스포츠 레이서
- 레이스 테크
- 클럽 레이서[42]
- 캘리포니아 에디션[43]
- 퓨어리스트 에디션
- 파이널 에디션[44]
- 로저 베커 SC[45][46]

### 엑시지
2세대 엑시지는 이전 엑시지의 로버 K-시리즈 엔진을 대체하여 엘리스 111R과 동일한 고회전 토요타 1.8L 엔진과 6단 기어박스를 탑재했다.
2세대 엑시지에 이어 로터스 엔진 위에 로터스 개발 수퍼차저를 통합한 한정판 로터스 스포츠 엑시지 240R이 출시되었다. 수퍼차저가 장착된 미국 연방화 버전은 엑시지 S 240으로 알려져 있다.

### 자이텍 로터스 엘리스
자이텍 로터스 엘리스는 1998년부터 2003년까지 로터스와 자이텍이 공동으로 생산한 전기 스포츠카이다.
Its 70 kg (154 lb) extruded aluminium space frame and lightweight composite body shell are factors in its low kerb weight of 875 kg (1,929 lb). 250 nickel-cadmium batteries provide 300 volts (at full charge) to two Zytek oil-cooled brushless DC motors, which deliver a total power of 150 kW (201 hp; 204 PS) and torque of 100 N·m (74 lb·ft). These motors are each mated to a single-speed, fixed ratio transmission with an aluminium gear. Its acceleration time from 30 to 70 mph (48 to 113 km/h) is 5 seconds, and from 0 to 90 mph (145 km/h) is 11.2 seconds. The car is governor-limited to 90 mph (145 km/h) to conserve charge. The range per charge is typically 100 to 120 mi (161 to 193 km) and the car can be re-charged within an hour.
There is an example of the Zytek Elise on display at the Heritage Motor Centre.

### 타입 135
엘리스의 후속 차종은 전동화 모델인 타입 135로, 2026년에 출시될 예정이다.

### 엘리스의 플랫폼을 공유하는 다른 차량
- 헤네시 베놈 GT
- 로터스 2-일레븐
- 로터스 340R
- 로터스 3-일레븐
- 로터스 서킷 카
- 로터스 엘리스 GT1
- 로터스 유로파 S/닷지 EV
- 테슬라 로드스터 (2008)

## 수상 및 인정
엘리스는 2001년 최고의 운전용 자동차(오토카), 2003년 올해의 자동차(UK 호라이즌 TV), 2004년 최고의 스포츠카(BBC 탑 기어 매거진), 2019년 오토카 어워드에서 상징 중 상징(오토카)으로 선정되는 등 성능과 주행 경험에 대해 비평가들의 찬사를 받았다. 데일리 텔레그래프는 엘리스를 역대 최고의 자동차 100대 중 44위에 올렸다.

## 갤러리

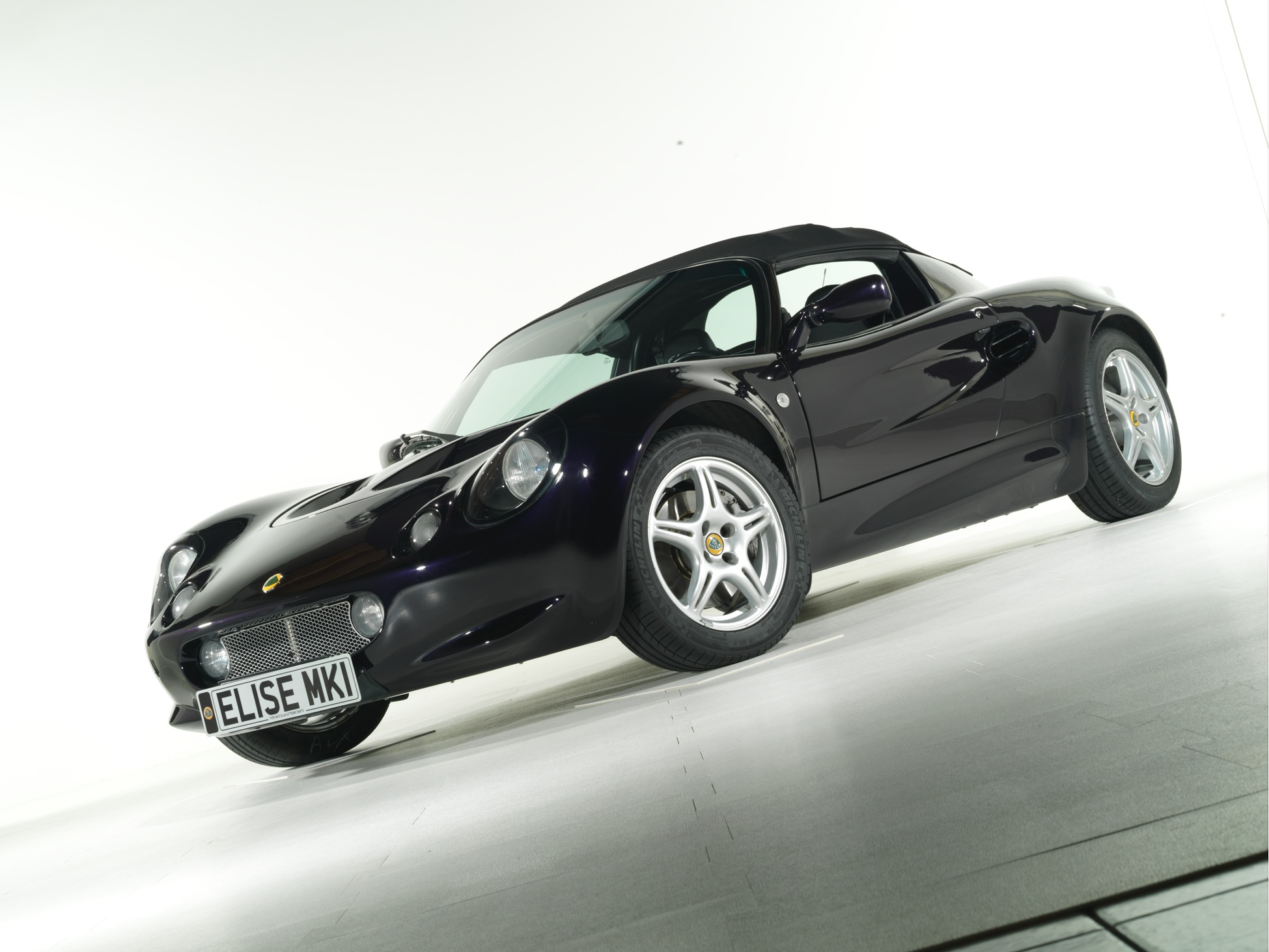
Lotus Elise S1
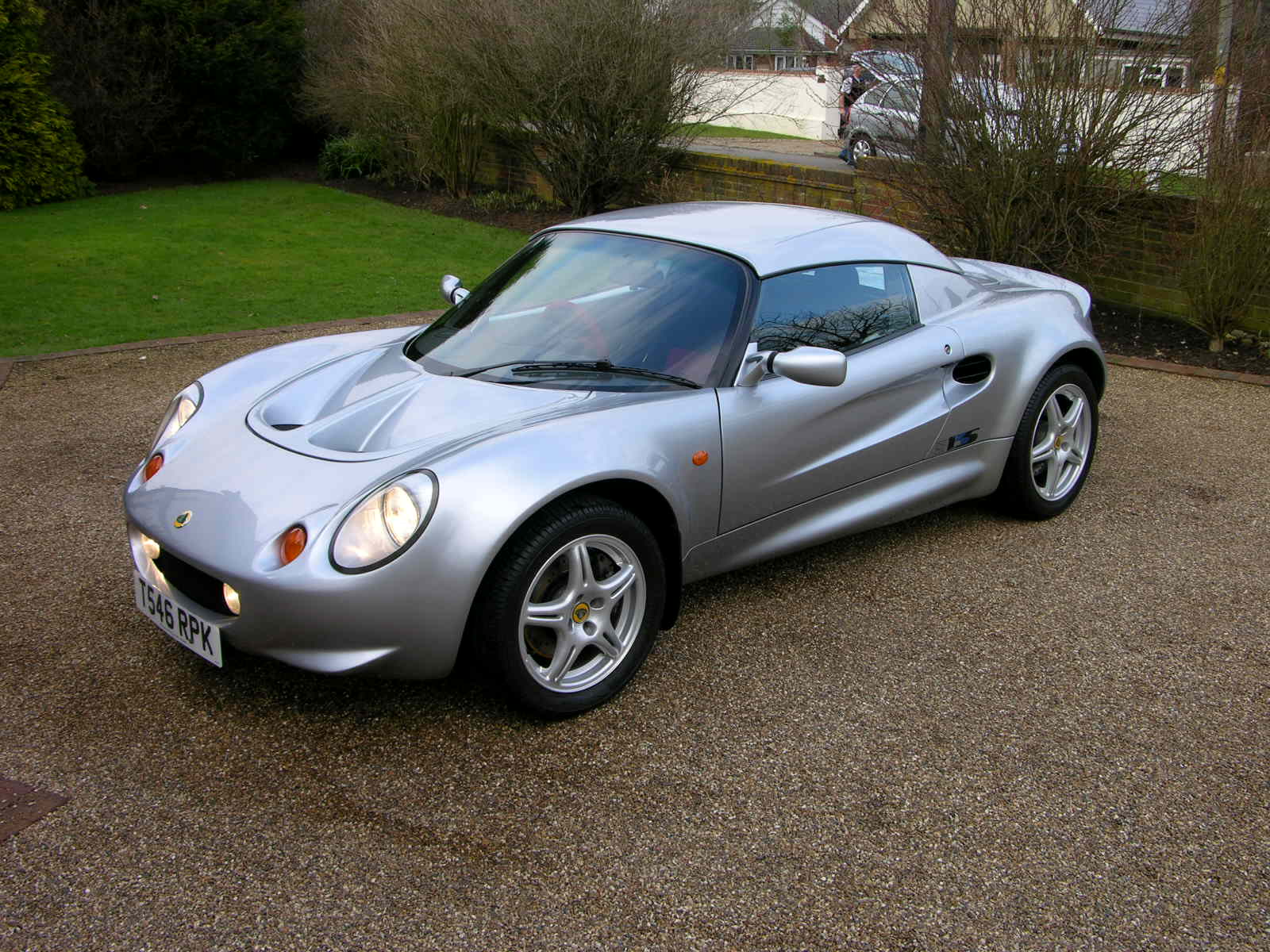
Lotus Elise Sport 135
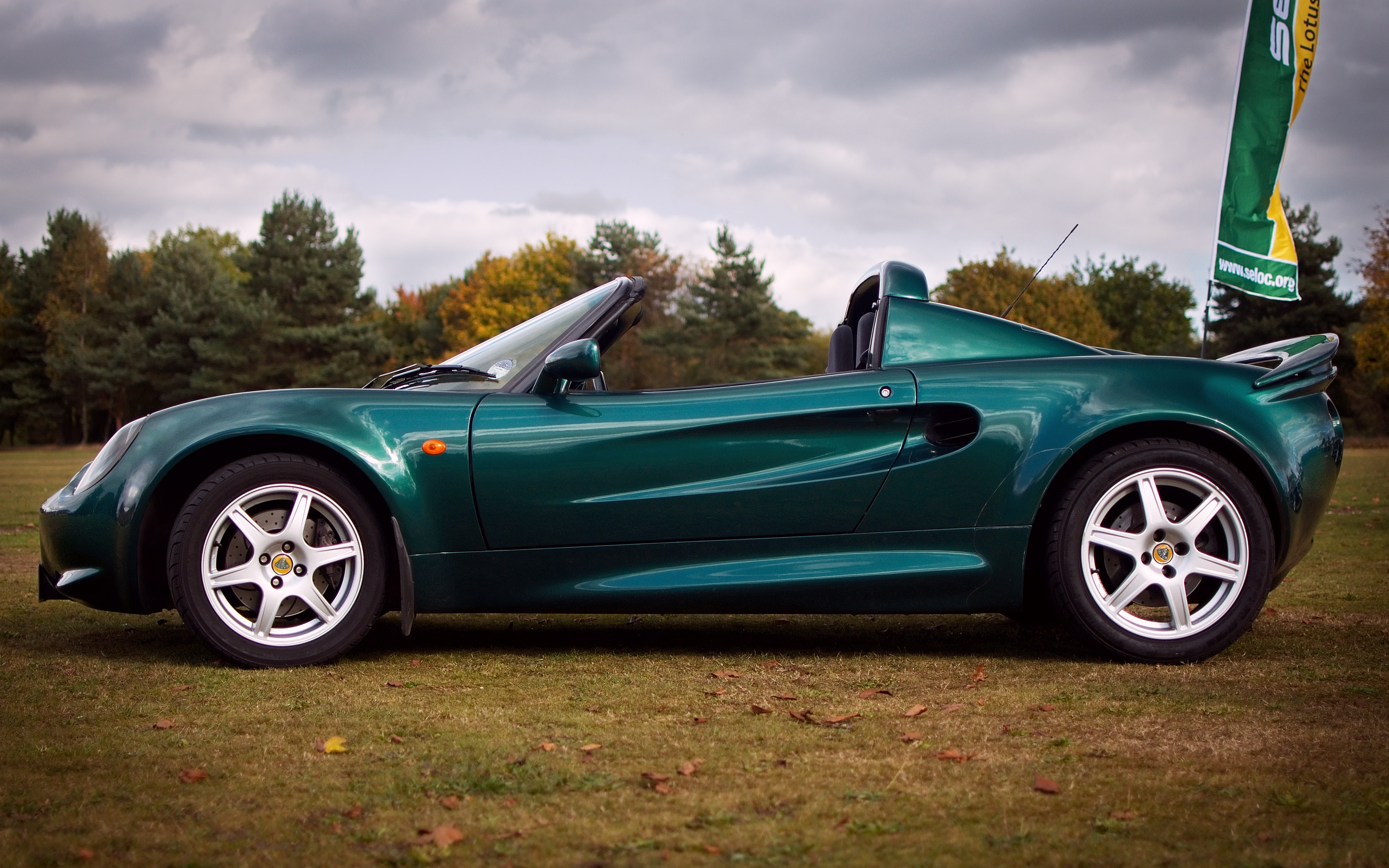
Lotus Elise 111S (Series 1) at the Thatcham Classic Car Show in 2009
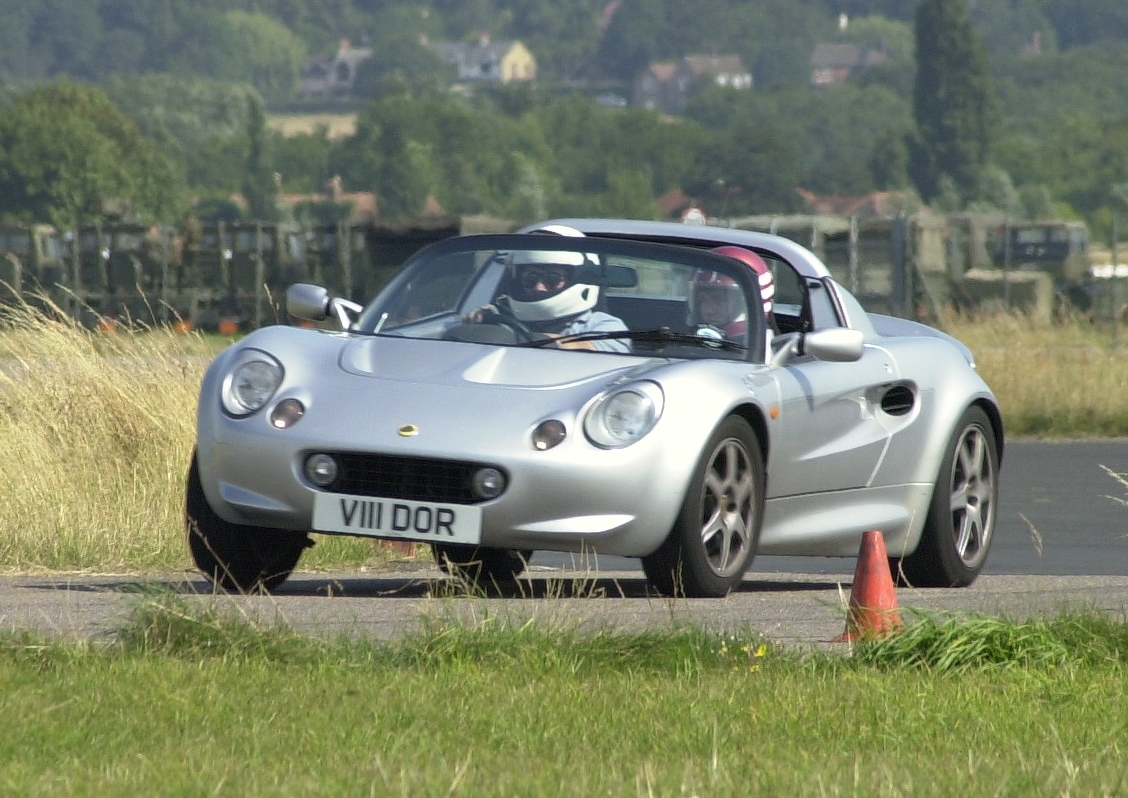
Lotus Elise 111S
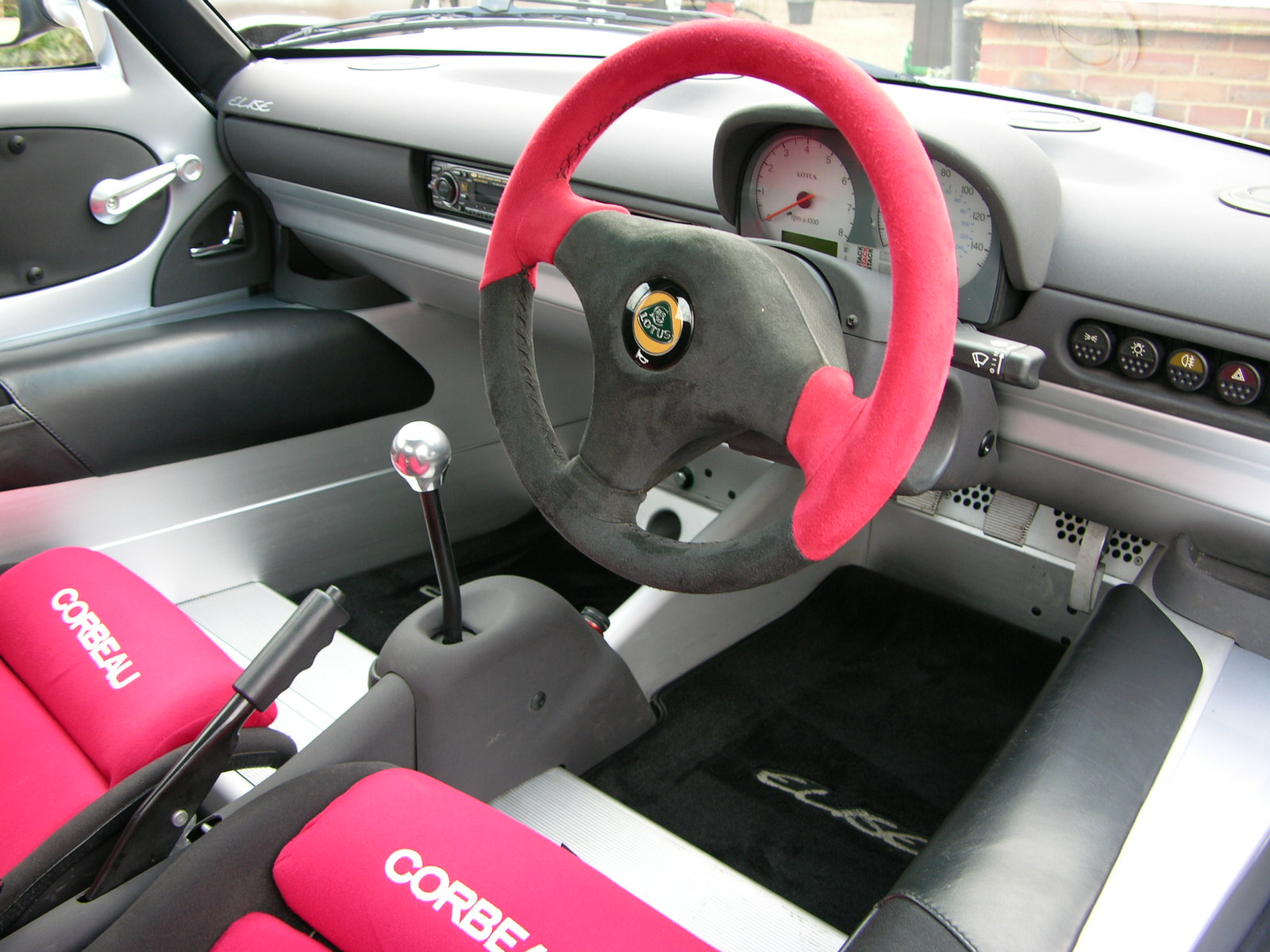
Interior of a Lotus S1, with Sport 135 seats and steering wheel
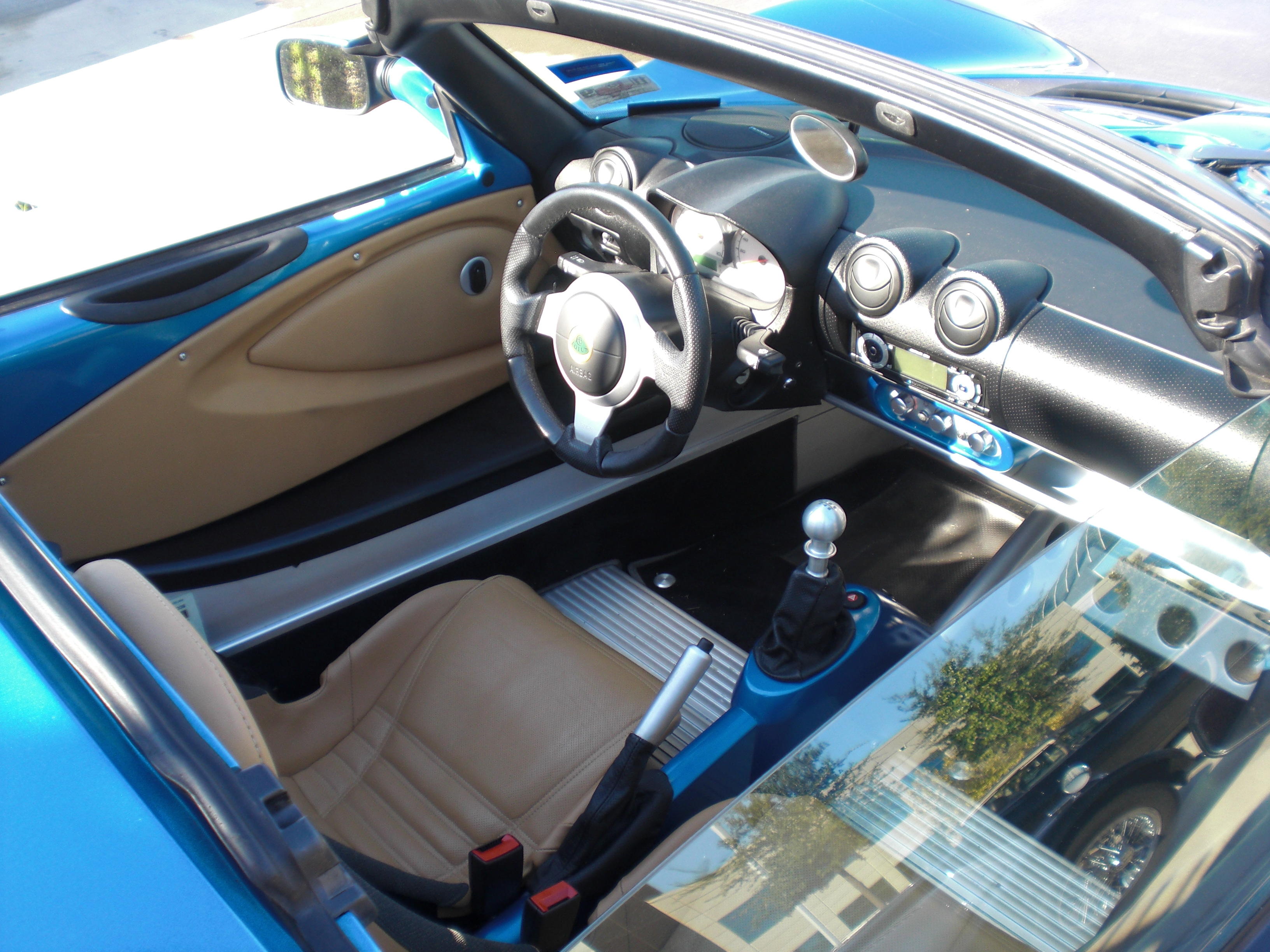
Interior of a Lotus Elise S2
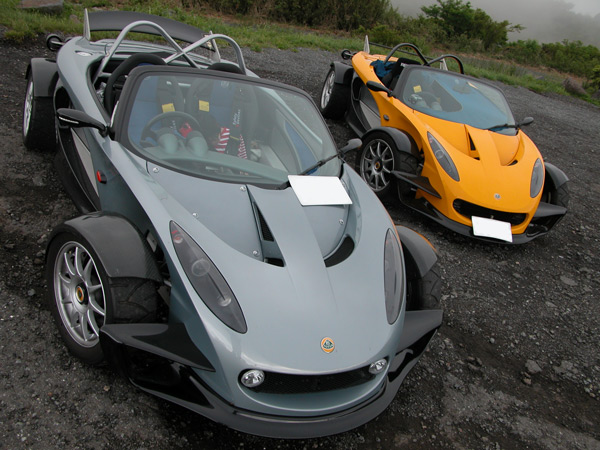
Lotus 340R
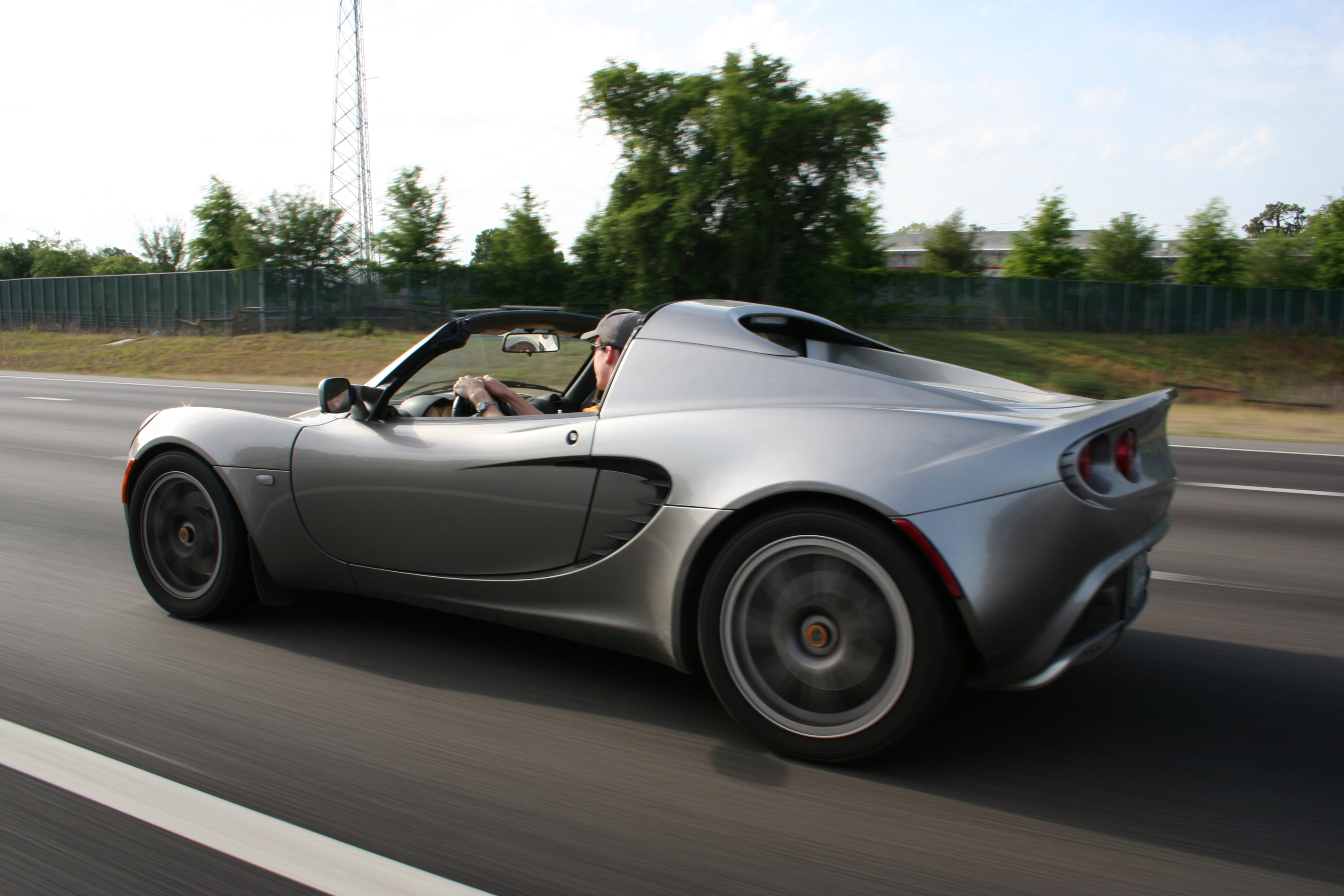
A Lotus Elise drives on Interstate 4 in Central Florida
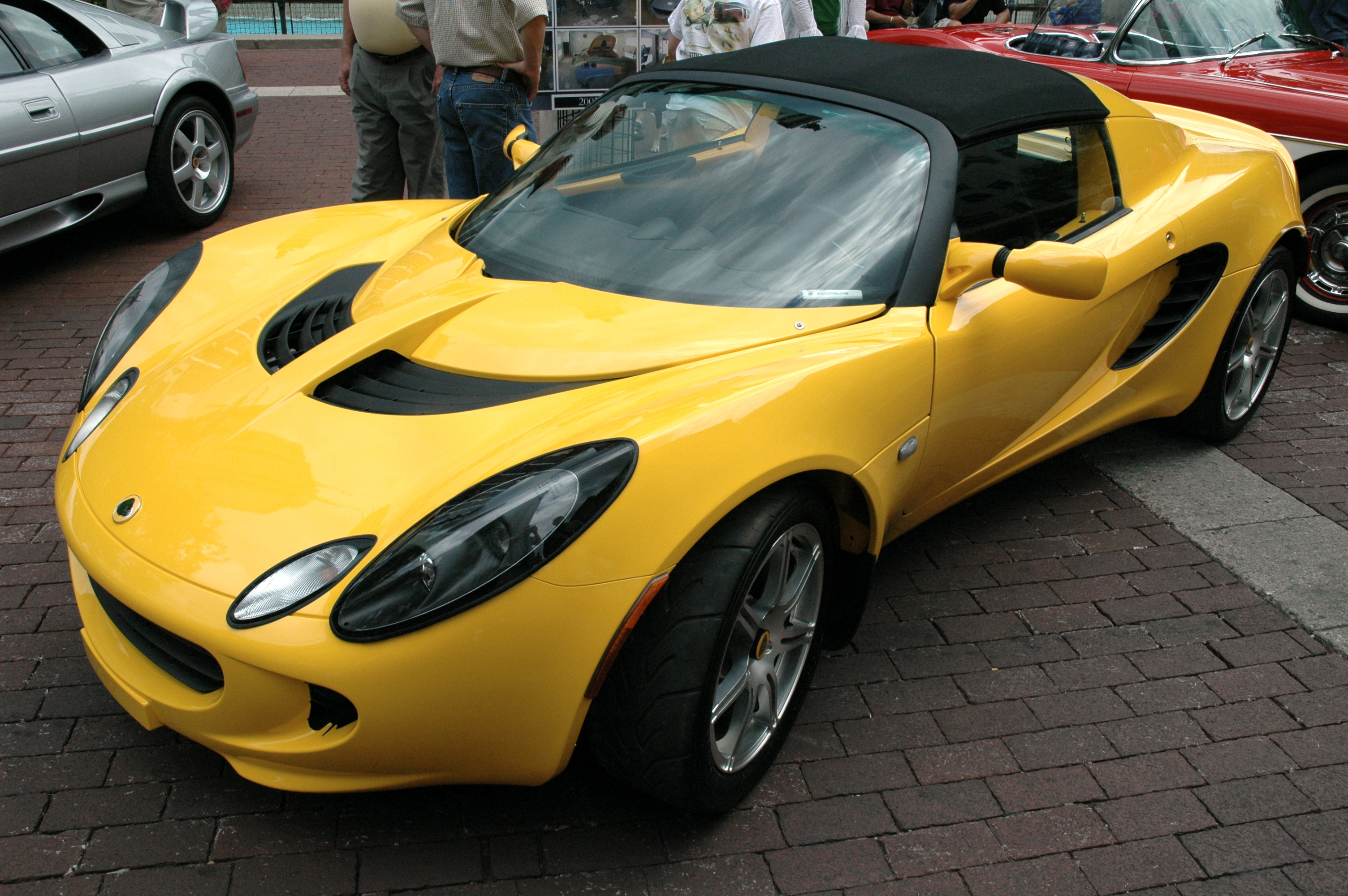
US "Federal Elise" configuration of a standard Lotus Elise on display in Indiana
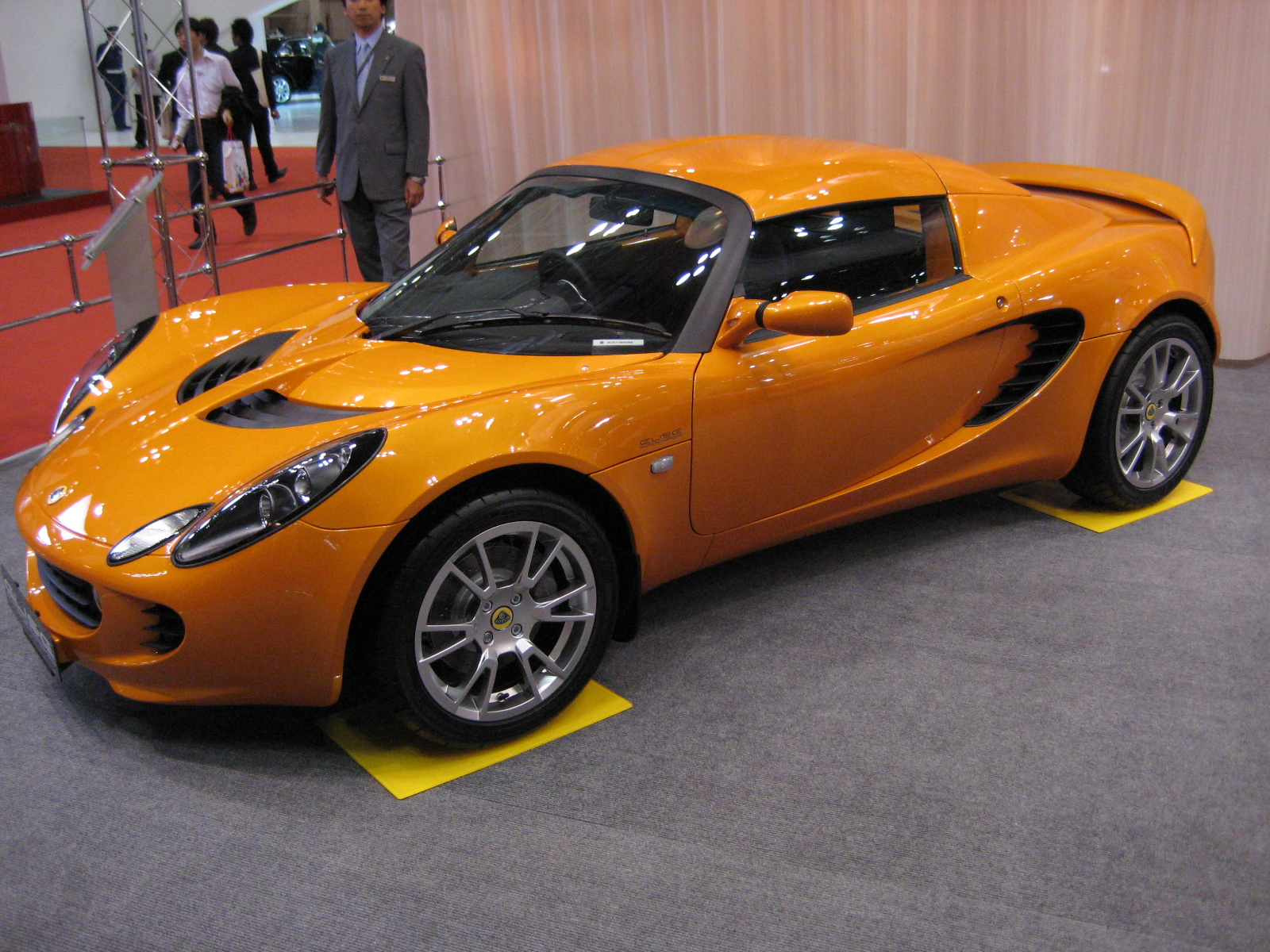
Elise SC premiere at the 2007 Tokyo Motor Show
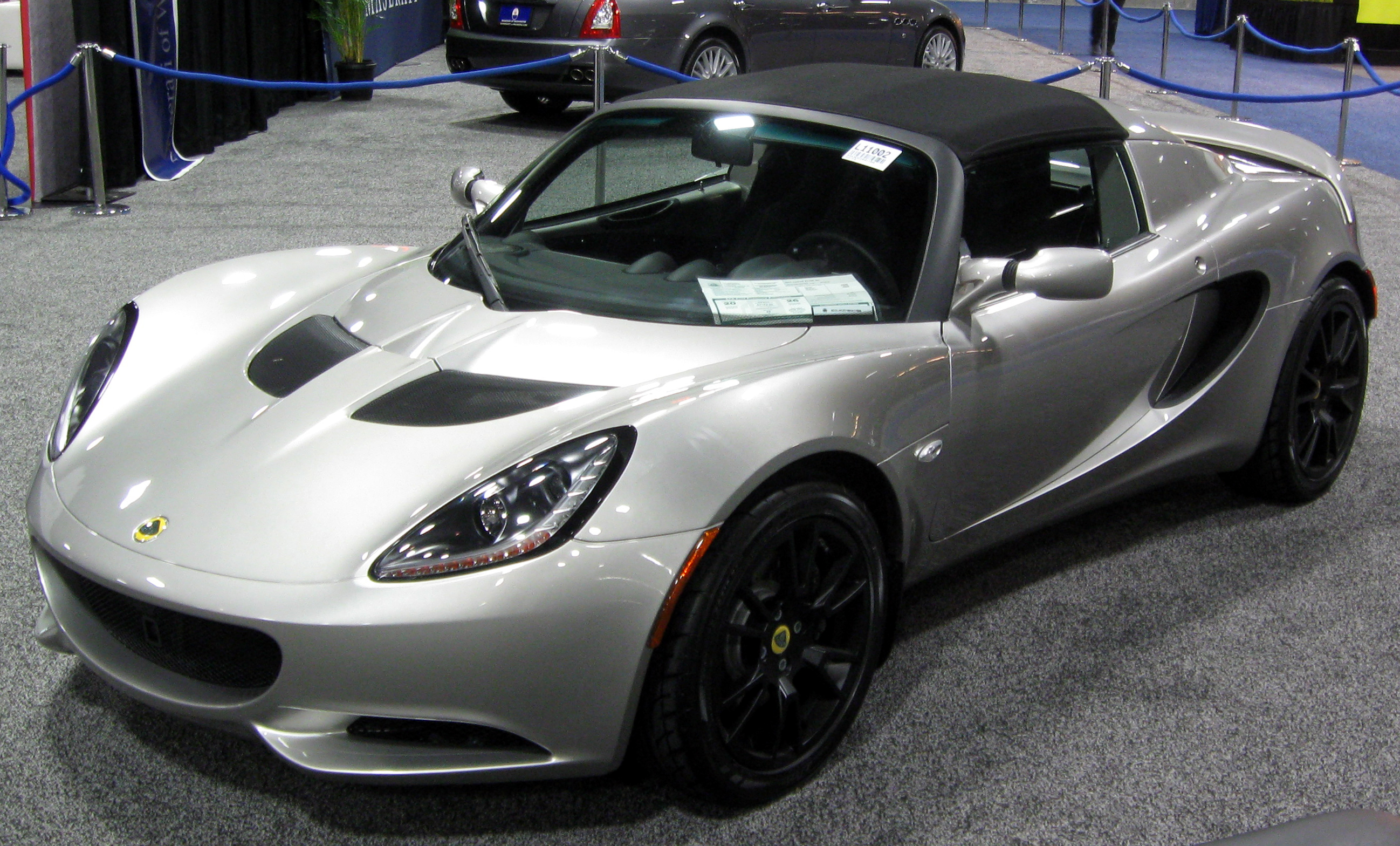
2011 Lotus Elise SC (US)